# Pabellón deportivo Târgu Mureş
El Pabellón deportivo Târgu Mure (en rumano: Sala Sporturilor Târgu Mureş) es un recinto deportivo en la localidad de Targu Mures, en el país europeo de Rumania. Su inquilino más conocido es el club de baloncesto masculino BC Mureş. Tiene una capacidad aproximada para recibir hasta 3000 espectadores y fue construido en el año 1978.